# Йонима
Йонима (на албански: Gjonima) е благороднически род от средновековното Албанско кралство.
В различните източници фамилното име на рода е отразено като Gonoma, Guonimi, Gjonëmi, Ghionoma, Jeonima, Jonema, Geonima.
Наследствените земи на Йонима се намирали в района на Лежа, Северна Албания. Родът се споменава през XIII-XV век.
Първият член на семейството е отбелязан в началото на XIII век като васал на Димитри Прогон в княжеството Арбанон.
Друг член на семейството, Владислав Йонима, се споменава през 1306 г. с титлата жупан, докато е в служба на сръбския крал Стефан II Милутин. Католик, той е признат от папата за владетел на земите около Лежа през 1319 г. Владислав Йонима получава титлата „граф на Дукля и на морска Албания“.
В края на XIV век родът Йонима отново се появява в източниците, когато Димитър Йонима става господар на областта между Мат и Лежа. Той се бори за надмощие за територията от двете страни на река Дрин с представителите на рода Дукагини. През 1402 г. Димитър Йонима е васал на османците и воюва на страната на Баязид I в битката при Анкара.
В началото на XV век Шуфадай (важен някогашен пазар на Адриатическо море, близо до Лежа) е притежание на рода Йонима (1428 г.), след което попада под контрола на Гьон Кастриоти.
През 1445 г. Стефан Йонима, бивш хайдутин, моли венецианския сенат да му върне предишните му владения и му е предоставено владението над село Куртес.